# Спомен-чесма у Лесковцу
Спомен-чесма посвећена је невино страдалим Лесковчанима у два бомбардовања Лесковца 1941. и 1944. године. Подигнута је на платоу испред апотеке „Сутјеска“ на левој обали реке Ветернице. Помен палим Лесковчанима одржан је 6. септембра 1991. године, када је откривена спомен-чесма. 
Чесму је открио Живојин Стефановић, председник скупштине општине Лесковац. Откривању су присуствовали грађани, ђаци и црквени великодостојници који су извршили освешћење чесме. 
Пројектовала су је два брата из Београда: дипл. инж. архитектуре Василије Милуновић и академски вајар Никола Милуновић. Радове је извео каменорезац Ђорђе Станковић.

## Архитектура чесме
Спомен-чесма је изграђена од бетона и вештачког мермера, а чини је вертикална маса у простору са кружним базеном у основи. Њен скуп четворних елемената чини вертикални стожер са лучним завршетком на врху у коме је усечен крст окренут небу, као симбол усмерења ка духовности. На доњем крају све четири вертикале усечене су ниже и у њима су написане одговарајуће поруке, а мало ниже уграђене су четири чесмене луле.
На чесми је урезана посвета „Спомен чесма посвећена недужним жртвама бомбардовањa Лесковца 1941-1944.”